# GSC Game World
Pour les articles homonymes, voir GSC.
GSC Game World est un studio ukrainien de développement de jeux vidéo, créé en 1995 à Kiev. Il est connu pour ses jeux PC, notamment la série de jeux de stratégie en temps réel Cossacks, ainsi que des jeux de tir à la première personne comme S.T.A.L.K.E.R.: Shadow of Chernobyl.

## Histoire
GSC Game World est créé en 1995 à Kiev. Le studio sort le jeu Cossacks: European Wars en 2001 sur PC, qui marque le début de sa série de jeu jeux de stratégie en temps réel. Il développe ensuite le jeu de tir à la première personne S.T.A.L.K.E.R.: Shadow of Chernobyl, sorti en 2007.
Le 10 décembre 2011, le studio GSC Game World annonce sa fermeture et la fin de la licence S.T.A.L.K.E.R. à la suite de difficultés de financement pour un projet multiplateforme. Finalement, le studio n'abandonne pas ce projet et annonce le 12 janvier 2012 la reprise du développement de S.T.A.L.K.E.R. 2. Le développement est définitivement annulé un peu plus tard, les développeurs créant un nouveau studio appelé Vostok Games pour développer Survarium, suite spirituelle de la série S.T.A.L.K.E.R.
En décembre 2014, bien qu'amputé d'une partie de ses employés (partis fonder West Games et Vostok Games, ou ayant rejoint 4A Games), GSC Game World annonce son retour en tant que développeur actif, annonçant au passage le développement d'un projet encore non dévoilé. Selon la porte-parole du studio, Valentine Yeltyshev, il s'agit d'un jeu différent de S.T.A.L.K.E.R. 2. Le 20 mai 2015, le studio annonce son nouveau jeu, Cossacks 3, qui marque le retour de la série neuf ans après le dernier opus.
À la suite de l'invasion de l'Ukraine par la Russie, le studio cesse un temps de fonctionner. Il reprend finalement, avec une petite équipe maintenue à Kiev, alors que la majorité des salariés ouvrent un bureau à Prague, en République Tchèque.

## Jeux développés
- 2001 : Cossacks: European Wars
- 2001 : Cossacks: The Art of War
- 2001 : Codename: Outbreak
- 2002 : Cossacks: Back to War
- 2002 : American Conquest
- 2003 : Hover Ace (uk)
- 2003 : FireStarter (uk)
- 2003 : American Conquest: Fight Back
- 2004 : Alexandre
- 2005 : Cossacks II: Napoleonic Wars
- 2006 : Cossacks II: Battle for Europe
- 2006 : Heroes of Annihilated Empires
- 2007 : S.T.A.L.K.E.R.: Shadow of Chernobyl
- 2008 : S.T.A.L.K.E.R.: Clear Sky
- 2009 : S.T.A.L.K.E.R.: Call of Pripyat
- 2016 : Cossacks 3[5]
- 2024[7] : S.T.A.L.K.E.R. 2: Heart of Chornobyl[8]

## Données économiques

### Données boursières
| Actionnaires        | Nombres d'actions (en %) |
| ------------------- | ------------------------ |
| Maxim Krippa        | 82 %                     |
| Evgeny Grigorievich | 18 %                     |